# ジェイミー・リード

ジェイミー・リードがデザインしたセックス・ピストルズのロゴ（1977年）

ジェイミー・リード（Jamie Reid、1947年1月16日 - 2023年8月8日)　は、セックス・ピストルズなどのビジュアルデザインを手掛けたグラフィックデザイナー。ロンドン出身。